# Rockin'
Rockin' je desáté studiové album kanadské rockové skupiny The Guess Who, vydané v únoru roku 1972 u RCA Records. Album produkoval Jack Richardson.

## Seznam skladeb
| Pořadí | Název                                                                               | Autor                      | Délka |
| ------ | ----------------------------------------------------------------------------------- | -------------------------- | ----- |
| 1.     | Heartbroken Bopper                                                                  | Cummings, Winter           | 4:52  |
| 2.     | Get Your Ribbons On                                                                 | Cummings, Winter           | 2:36  |
| 3.     | Smoke Big Factory                                                                   | Cummings, Winter, Kale     | 3:57  |
| 4.     | Arrivederci Girl                                                                    | Cummings                   | 2:31  |
| 5.     | Guns, Guns, Guns                                                                    | Cummings                   | 4:59  |
| 6.     | Running Bear                                                                        | Herdman                    | 2:19  |
| 7.     | Back to the City                                                                    | Cummings, Winter           | 3:37  |
| 8.     | Your Nashville Sneakers                                                             | Cummings                   | 2:55  |
| 9.     | Herbert's a Loser                                                                   | Leskiw, Winter             | 3:35  |
| 10.    | Hi Rockers! a) Sea of Love b) Heaven Only Moved Once Yesterday c) Don't You Want Me | — McGinnis Winter Cummings | 6:50  |

## Sestava
- Burton Cummings – klávesy, zpěv
- Kurt Winter – kytara
- Greg Leskiw – kytara
- Jim Kale – baskytara
- Garry Peterson – bicí